# 虹のある風景 (エルミタージュ美術館)
『虹のある風景』（にじのあるふうけい、露: Пейзаж с радугой、英: The Rainbow Landscape）は、フランドルのバロック期の巨匠ピーテル・パウル・ルーベンスが1632-1635年に板上に油彩で制作した絵画で、画家が何点も制作した同主題の風景画のうちの1点である。元来、リシュリュー (Richelieu) 公爵家が所有していたもので、後に神聖ローマ皇帝カール7世の息子バイエルン選帝侯マクシミリアン3世ヨーゼフからブリュール (Brühl) 伯爵に贈られた。1769年に、ドレスデンにあった同伯爵のコレクションから購入されて以来、サンクトペテルブルクのエルミタージュ美術館に所蔵されている。本来、板上に制作された絵画であるが、1869年にA・ミトロヒン (Mitrokhin) によりキャンバスに移転されている。

## 作品
ルーベンスの膨大な作品の中にあって、風景画は数量的には多くない。しかし、風景画はルーベンスが好んだジャンルの1つであり、原則として彼は注文に応じてではなく、自分自身のために描いた。
本作は実景に即したものではなく、多分に想像による風景を描いている。すなわち、ルーベンスの画業の後期にあたる1630年代に描かれた風景画同様、古代ローマの詩人オウィディウスの『変身物語』にある「黄金時代」のイメージを描いたものである。オウィディウスの言葉によれば、この時代は「戦に備える必要もなく、人々が平穏に甘美な平和を味わって暮らしていた」という。
この風景の特徴は、人間と周囲の自然環境の穏やかな調和と同様の感覚を示していることである。1日の仕事を終えて休息する人々の牧歌的雰囲気は、彼らを取り囲む自然の静かな落ち着きにも通底している。しかし、このような風景は夢に過ぎないものであることも理解されている。それは幻であって、描かれている虹のように儚く消えるものなのである。とはいえ、絵画全体には人生への讃歌を描き続けたルーベンスの恍惚とした気分が広がっている。さらに、絵画は大自然の生命と鼓動をダイナミックな構図の中に表し、宇宙的なヴィジョンに満ちている。
この作品の多くの要素はイタリアの巨匠たち、特にヴェネツィア派の画家たちからの借用である。こうしたイタリア絵画の影響は、本作をルーベンスの1630年代後期のフランドル風景とは明確に区別している。
なお、かつてフランス王ルイ18世のコレクションにあった本作の複製で、1945年まで真作とされていたルーベンス工房による作品が現在、パリのルーヴル美術館に所蔵されている。

## ギャラリー

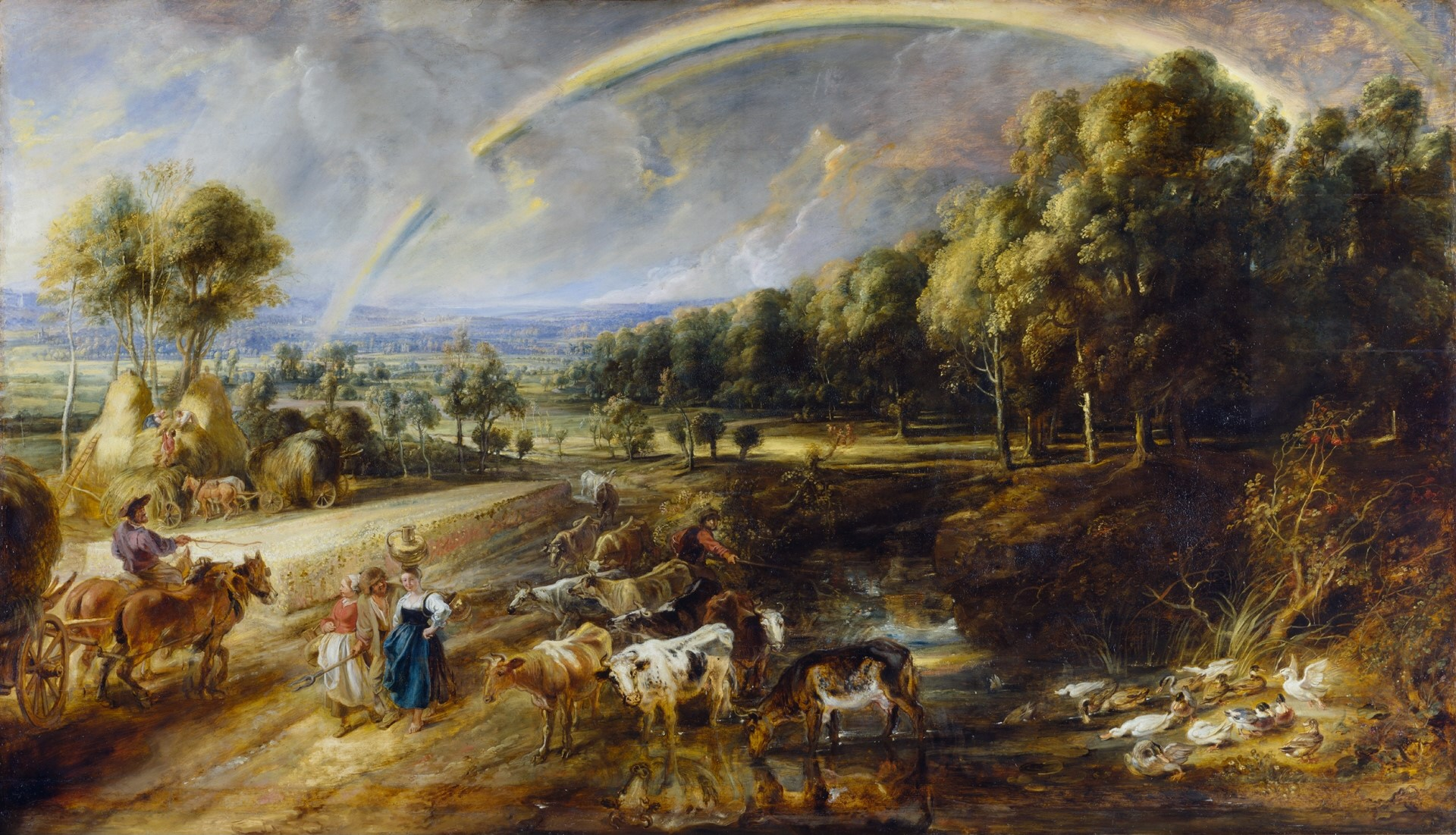
ルーベンス『虹のある風景』 (1636年頃)、ウォレス・コレクション、ロンドン
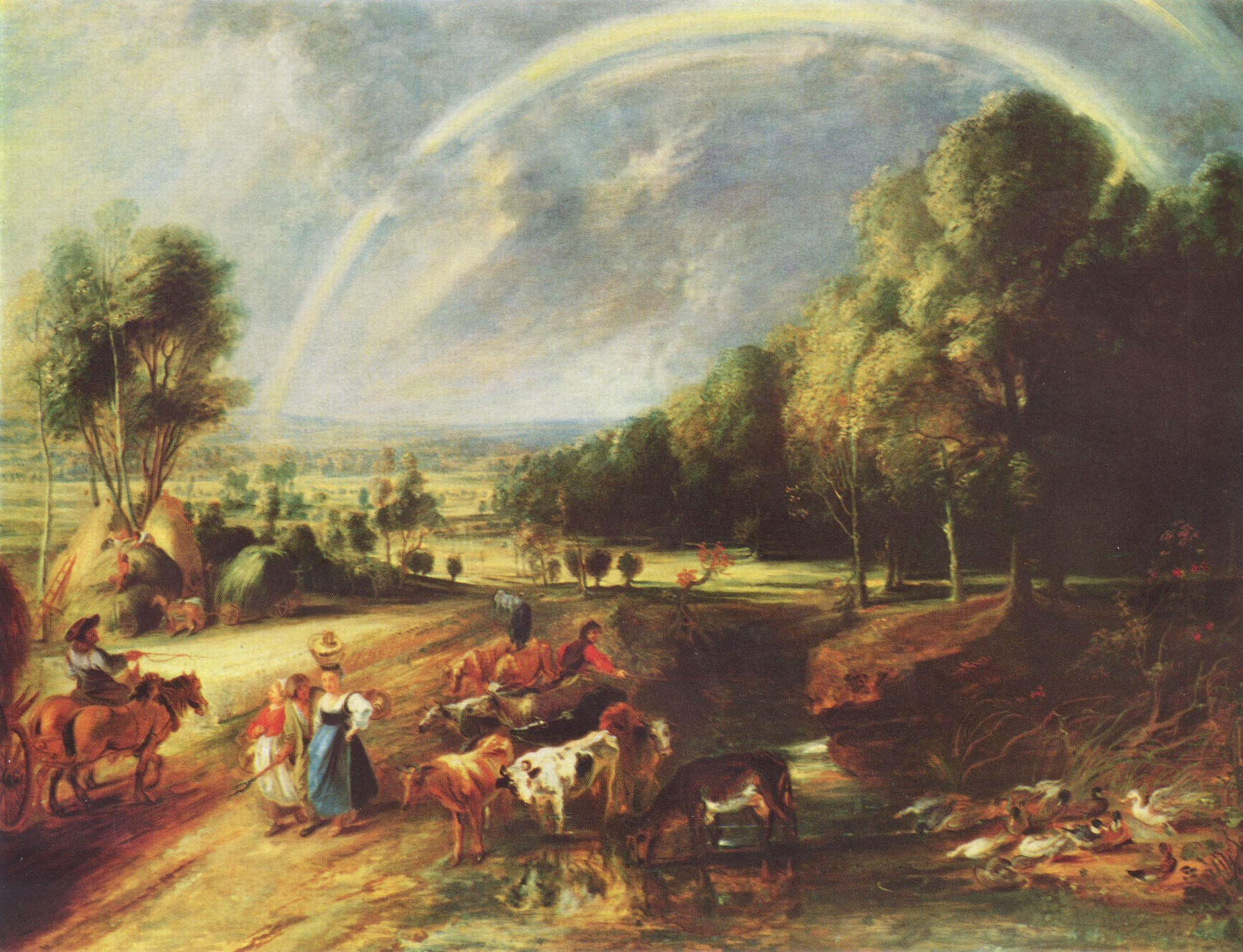
ルーベンス『虹のある風景 (ミュンヘン)（英語版）』 (1640年)、アルテ・ピナコテーク、ミュンヘン